# Acum
| Einheit          | Einheit       |
| ---------------- | ------------- |
| Name             | Acum          |
| Größe            |               |
| Einheitenzeichen | acum          |
| Formelzeichen    | S             |
| Benannt nach     | scharf (lat.) |

Das Acum (lateinisch für „scharf“), Einheitenzeichen acum, ist eine Maßeinheit für die psychoakustische Schärfe eines Hörereignisses.

## Definition
Als Referenzschall mit der Schärfe 1 acum dient ein schmalbandiges Rauschen von 920 Hz bis 1080 Hz bei einem Schalldruckpegel von 60 dB.
Die Schärfe anderer Geräusche wird durch Verhältnisskalierung bestimmt: ein Schall, dessen Schärfe als halb so scharf wie der Referenzschall empfunden wird, hat die Schärfe 0,5 acum.
Eine Berechnungsmethode ist in der DIN 45692 festgelegt.